# Pampa-Passage
Die Pampa-Passage (im Vereinigten Königreich Freud Passage, in Chile Bahía Court) ist eine Meerenge im Palmer-Archipel westlich der Antarktischen Halbinsel. Sie liegt an der Ostseite der Brabant-Insel und trennt sie in nordost-südwestlicher Ausrichtung von Lecointe Island und Pampa Island.
Wissenschaftler einer von 1947 bis 1948 durchgeführten argentinischen Antarktisexpedition gaben ihr den Namen Bahía Pampa, benannt nach ihrem Forschungsschiff Pampa. Diese Benennung wurde 1965 an die eigentliche Natur des Gewässers angepasst. Namensgeber der vom UK Antarctic Place-Names Committee im Jahr 1960 vorgenommenen Benennung ist der österreichische Psychoanalytiker Sigmund Freud (1856–1939). Chilenische Wissenschaftler benannten sie als Bucht nach Eugenio Court Echeverría, dem Leiter der 17. Chilenischen Antarktisexpedition (1962–1963).